# Rouge-Perriers
Pour les articles homonymes, voir Rouge (homonymie) et Perriers.
Rouge-Perriers est une commune française située dans le département de l'Eure, en région Normandie.

## Géographie

### Localisation
Rouge-Perriers est une commune du centre-ouest du département de l'Eure en région Normandie. Elle appartient à la région naturelle de la campagne du Neubourg et occupe un territoire compris entre la vallée de la Risle à l'ouest, une petite vallée sèche au nord, dans laquelle serpente la voie verte reliant Évreux au Bec-Hellouin et la ville du Neubourg à l'est. Son paysage est très ouvert car il est constitué de grandes étendues de cultures et ne laisse quasiment aucune place aux éléments végétaux. Le bourg de la commune est à 5 km à l'ouest du Neubourg, à 18 km à l'est de Bernay, à 27 km au nord-ouest d'Évreux et à 37,5 km au sud-ouest de Rouen.
|             | Sainte-Opportune-du-Bosc |                        |
| Thibouville | Rouge-Perriers           | Villez-sur-le-Neubourg |
|             | Écardenville-la-Campagne |                        |

### Hydrographie
La commune est située dans le bassin Seine-Normandie. Elle n'est drainée par aucun cours d'eau,. Néanmoins trois plans d'eau sont présents sur le territoire communal : la mare des Mares (0,02 ha), la mare du Buc (0,01 ha) et le Rotou (0,07 ha),.

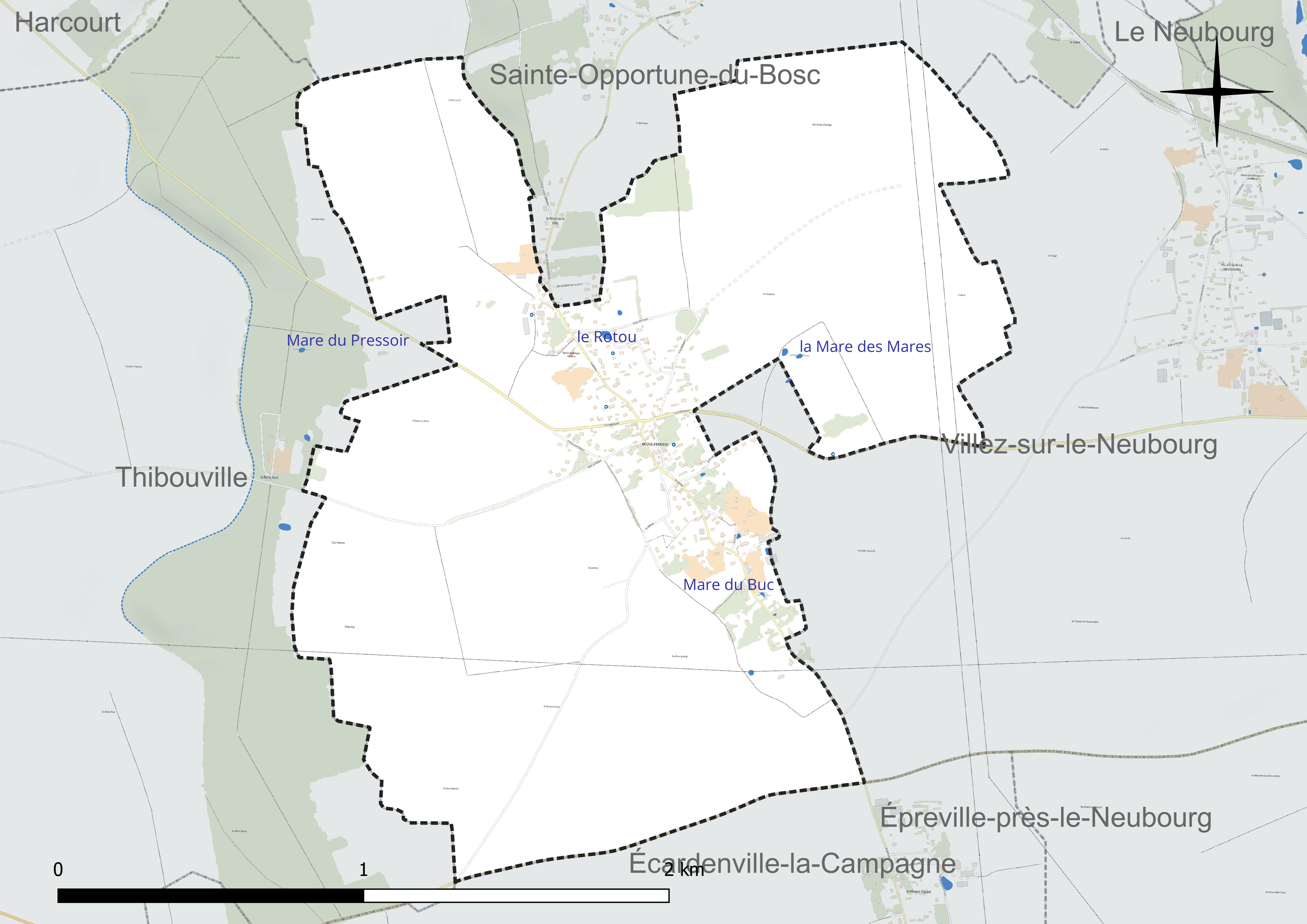
Réseau hydrographique de Rouge-Perriers.

### Climat
Pour des articles plus généraux, voir Climat de la Normandie et Climat de l'Eure.
En 2010, le climat de la commune est de type climat océanique dégradé des plaines du Centre et du Nord, selon une étude du CNRS s'appuyant sur une série de données couvrant la période 1971-2000. En 2020, Météo-France publie une typologie des climats de la France métropolitaine dans laquelle la commune est exposée à un climat océanique et est dans la région climatique  Côtes de la Manche orientale, caractérisée par un faible ensoleillement (1 550 h/an) ; forte humidité de l’air (plus de 20 h/jour avec humidité relative > 80 % en hiver), vents forts fréquents. Parallèlement le GIEC normand, un groupe régional d’experts sur le climat, différencie quant à lui, dans une étude de 2020, trois grands types de climats pour la région Normandie, nuancés à une échelle plus fine par les facteurs géographiques locaux. La commune est, selon ce zonage, exposée à un « climat contrasté des collines », correspondant au Pays d’Auge, Lieuvin et Roumois, moins directement soumis aux flux océaniques et connaissant toutefois des précipitations assez marquées en raison des reliefs collinaires qui favorisent leur formation.
Pour la période 1971-2000, la température annuelle moyenne est de 10,3 °C, avec  une amplitude thermique annuelle de 13,8 °C. Le cumul annuel moyen de précipitations est de 750 mm, avec 12,2 jours de précipitations en janvier et 8,5 jours en juillet. Pour la période 1991-2020, la température moyenne annuelle observée sur la station météorologique la plus proche, située sur la commune de Brionne à 10 km à vol d'oiseau, est de 11,5 °C et le cumul annuel moyen de précipitations est de 791,7 mm,. Pour l'avenir, les paramètres climatiques de la commune estimés pour 2050 selon différents scénarios d’émission de gaz à effet de serre sont consultables sur un site dédié publié par Météo-France en novembre 2022.

## Urbanisme

### Typologie
Au 1er janvier 2024, Rouge-Perriers est catégorisée commune rurale à habitat dispersé, selon la nouvelle grille communale de densité à 7 niveaux définie par l'Insee en 2022.
Elle est située hors unité urbaine. Par ailleurs la commune fait partie de l'aire d'attraction du Neubourg, dont elle est une commune de la couronne,. Cette aire, qui regroupe 13 communes, est catégorisée dans les aires de moins de 50 000 habitants,.

### Occupation des sols
L'occupation des sols de la commune, telle qu'elle ressort de la base de données européenne d’occupation biophysique des sols Corine Land Cover (CLC), est marquée par l'importance des territoires agricoles (90,7 % en 2018), en diminution par rapport à 1990 (93,7 %). La répartition détaillée en 2018 est la suivante : 
terres arables (90,7 %), zones urbanisées (9,1 %), zones agricoles hétérogènes (0,1 %), forêts (0,1 %). L'évolution de l’occupation des sols de la commune et de ses infrastructures peut être observée sur les différentes représentations cartographiques du territoire : la carte de Cassini (XVIIIe siècle), la carte d'état-major (1820-1866) et les cartes ou photos aériennes de l'IGN pour la période actuelle (1950 à aujourd'hui).

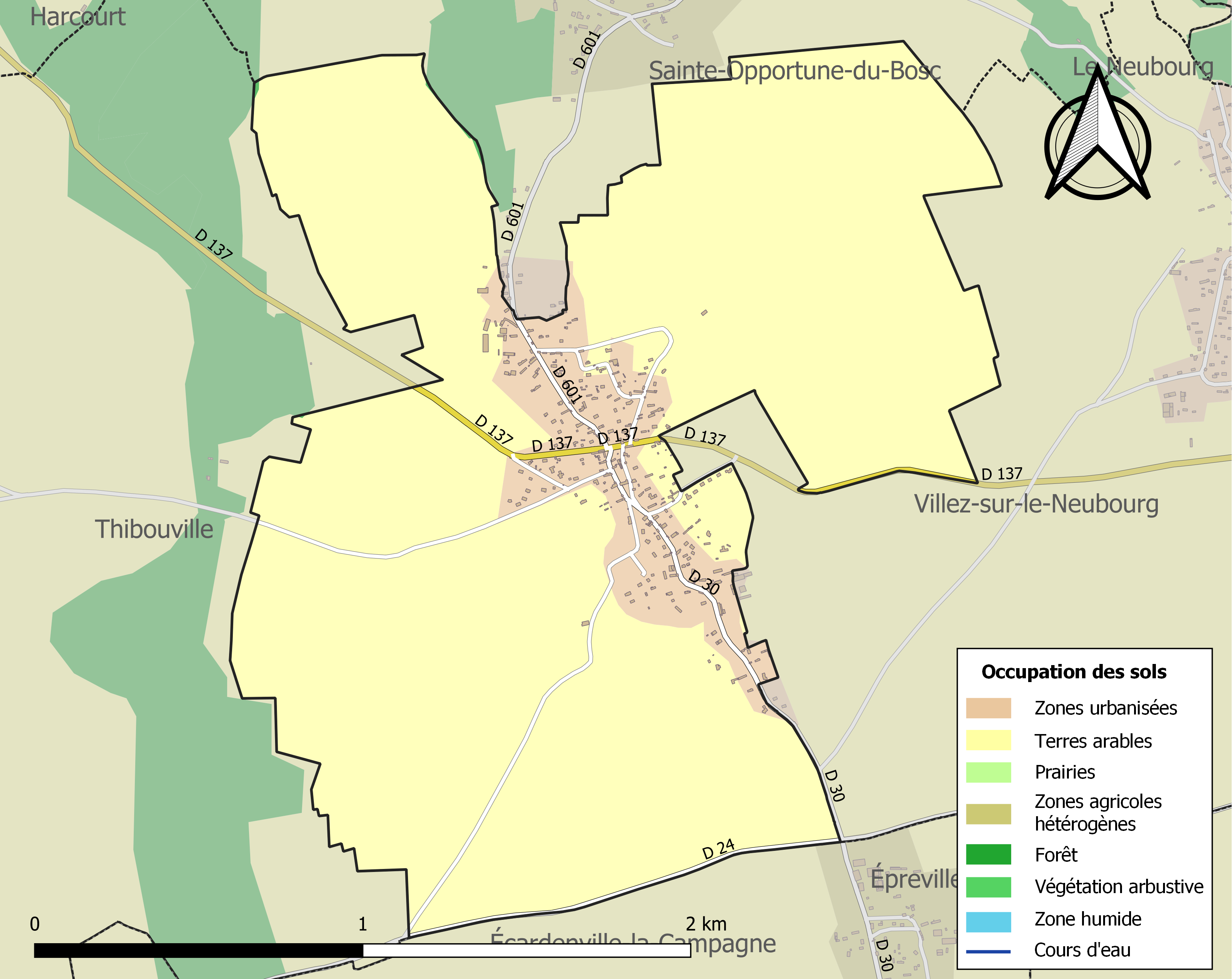
Carte des infrastructures et de l'occupation des sols de la commune en 2018 (CLC).

## Toponymie
Le nom de la localité est attesté sous les formes Roge Perer en 1216, Rougeperie en 1326 (La Roque), Roge Perier en 1403 (aveu du baron du Neubourg), Rouges Periers en 1754 (Dict. des postes), Rouges Pierres en 1765 (géogr. de Dumoulin), Rougeperriers en 1793, Rouge-Periers en 1801 (Carte des Cassini) et en  1805 (Masson Saint-Amand).
De l'adjectif oïl rouge et perier « poirier », le pluriel est tardif.
Rouge-Perriers : « poiriers rouge ».

## Politique et administration
| Période                                  | Période  | Identité              | Étiquette | Qualité                                         |
| ---------------------------------------- | -------- | --------------------- | --------- | ----------------------------------------------- |
| mars 2001                                | En cours | Jean-Claude Rousselin | DVD       | Retraité Président de la Communauté de Communes |
| Les données manquantes sont à compléter. |          |                       |           |                                                 |

## Démographie
L'évolution du nombre d'habitants est connue à travers les recensements de la population effectués dans la commune depuis 1793. Pour les communes de moins de 10 000 habitants, une enquête de recensement portant sur toute la population est réalisée tous les cinq ans, les populations de référence des années intermédiaires étant quant à elles estimées par interpolation ou extrapolation. Pour la commune, le premier recensement exhaustif entrant dans le cadre du nouveau dispositif a été réalisé en 2004.

En 2022, la commune comptait 368 habitants, en stagnation par rapport à 2016 (Eure : −0,25 %, France hors Mayotte : +2,11 %).
| 1793 | 1800 | 1806 | 1821 | 1831 | 1836 | 1841 | 1846 | 1851 |
| ---- | ---- | ---- | ---- | ---- | ---- | ---- | ---- | ---- |
| 445  | 484  | 495  | 497  | 506  | 512  | 469  | 442  | 444  |

| 1856 | 1861 | 1866 | 1872 | 1876 | 1881 | 1886 | 1891 | 1896 |
| ---- | ---- | ---- | ---- | ---- | ---- | ---- | ---- | ---- |
| 432  | 402  | 374  | 367  | 351  | 325  | 315  | 293  | 265  |

| 1901 | 1906 | 1911 | 1921 | 1926 | 1931 | 1936 | 1946 | 1954 |
| ---- | ---- | ---- | ---- | ---- | ---- | ---- | ---- | ---- |
| 277  | 237  | 219  | 199  | 210  | 196  | 195  | 199  | 181  |

| 1962 | 1968 | 1975 | 1982 | 1990 | 1999 | 2004 | 2006 | 2009 |
| ---- | ---- | ---- | ---- | ---- | ---- | ---- | ---- | ---- |
| 202  | 189  | 198  | 200  | 210  | 230  | 236  | 243  | 300  |

| 2014 | 2019 | 2022 | - | - | - | - | - | - |
| ---- | ---- | ---- | - | - | - | - | - | - |
| 341  | 367  | 368  | - | - | - | - | - | - |

## Culture locale et patrimoine

### Lieux et  monuments
Rouge-Perriers compte plusieurs monuments inscrits à l'inventaire général du patrimoine culturel :
- l'église Saint-Pierre (XIIe, XIIIe et XIXe)[29] ;
- un édifice fortifié datant probablement du Moyen Âge au lieu-dit le Rotou[30] ;
- une demeure du XVIIIe siècle[31] qui fut habitée par Jacques Charles Dupont de l'Eure à partir de 1811 ;
- une ferme du XVIIIe siècle[32] ;
- trois maisons traditionnelles normandes du XVIIIe siècle[33],[34],[35].

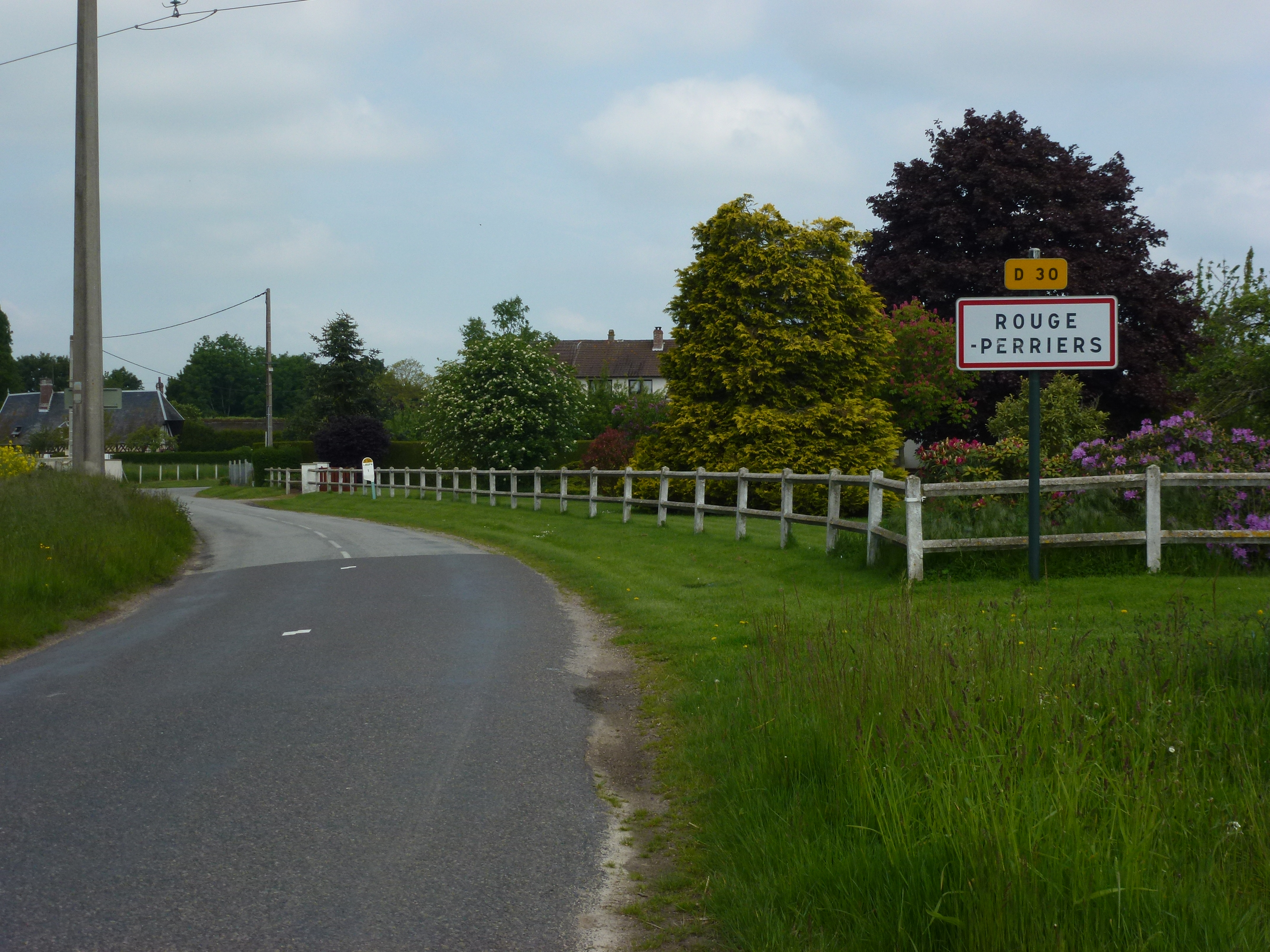
Entrée de ville.
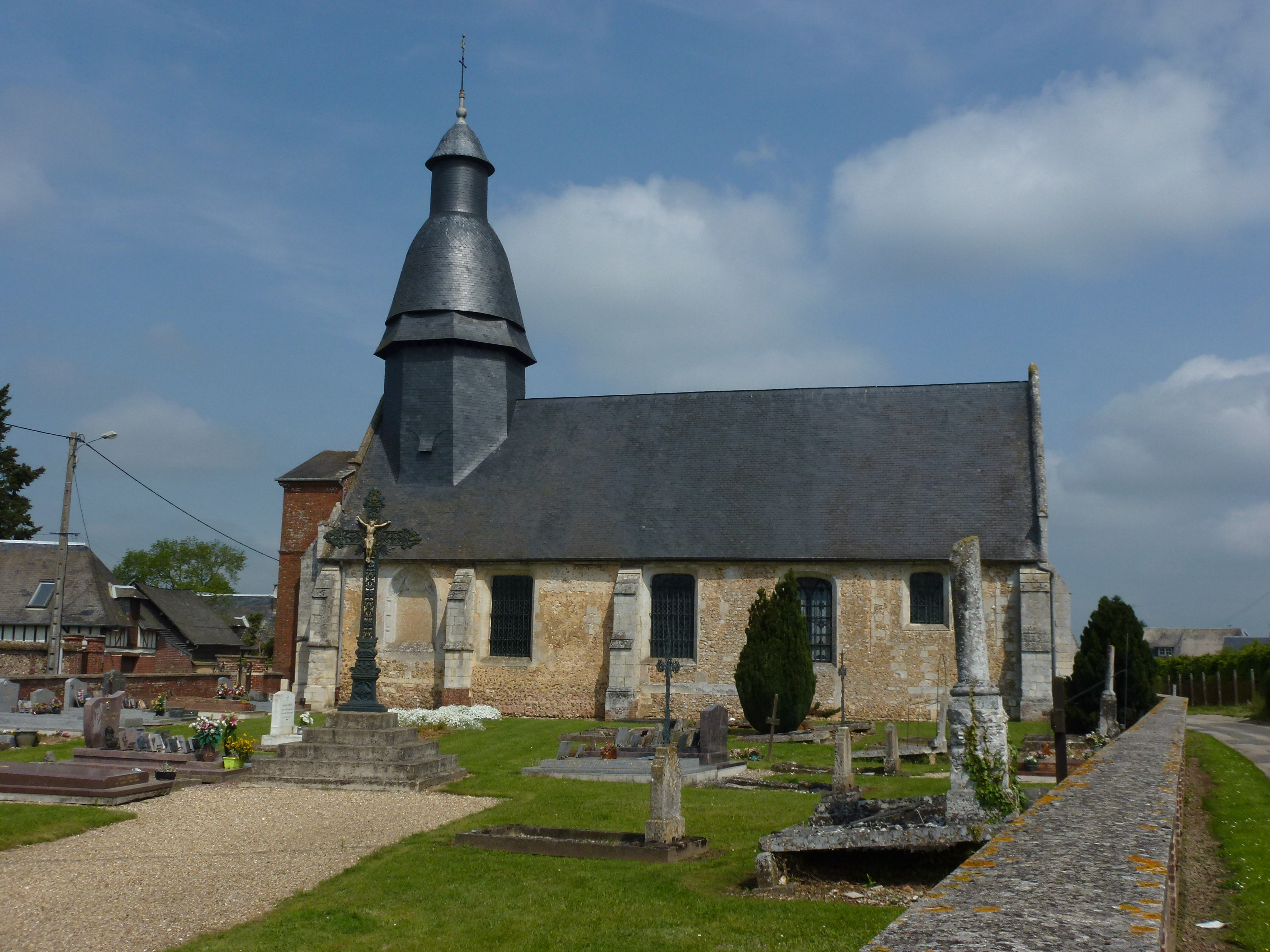
L'église Saint-Pierre.
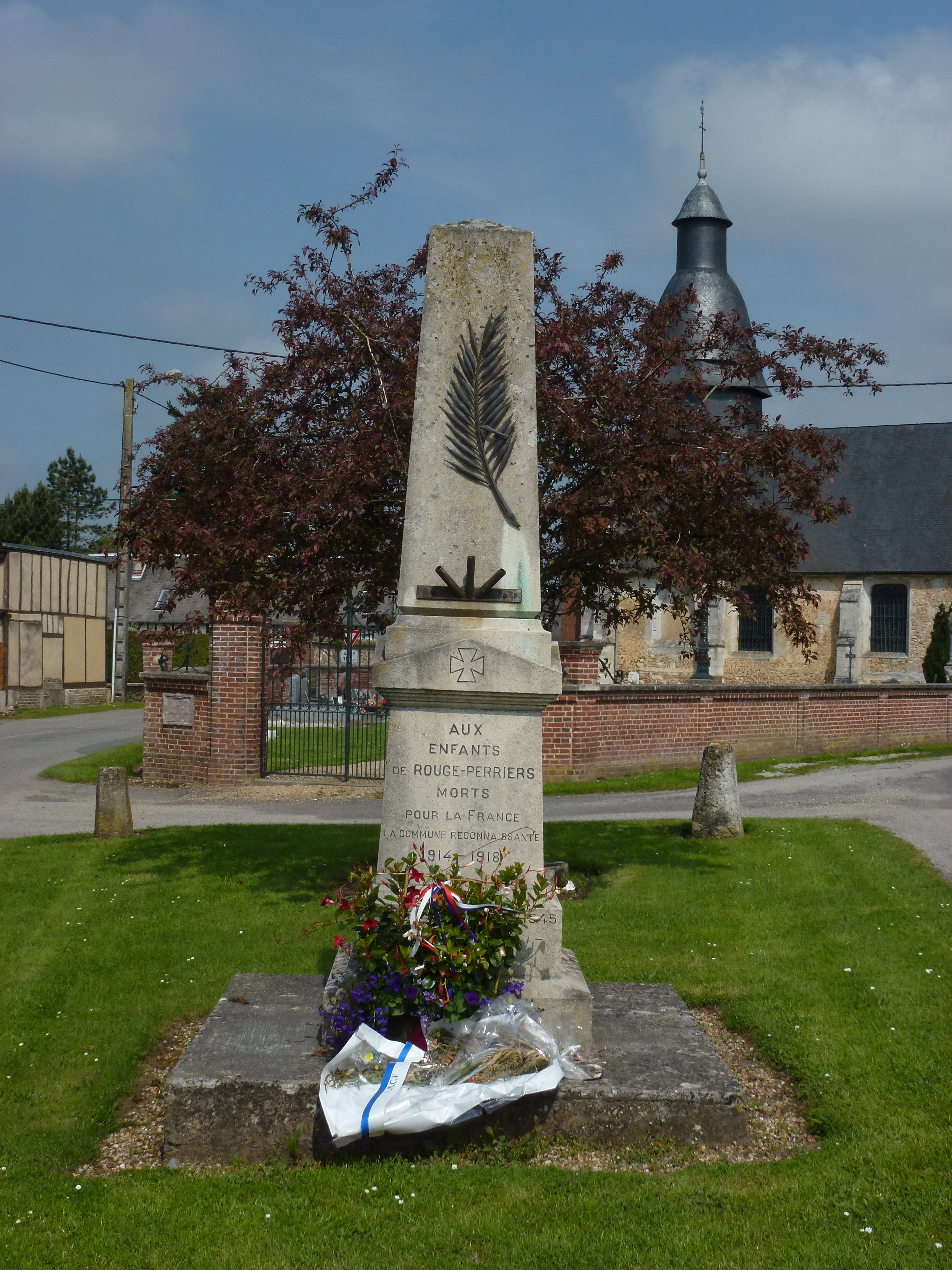
Le monument aux morts.

### Patrimoine naturel

#### ZNIEFF de type 1
- La mare du Buc[36]. Cette mare du Buc se distingue par sa population de cornifles submergés et par la présence, sur ses berges, d'iris faux-acore et de laîches faux souchet.

#### ZNIEFF de type 2
- La vallée de la Risle de Brionne à Pont-Audemer, la forêt de Montfort[37].

## Personnalités liées à la commune
Jacques Charles Dupont de l'Eure (1767-1855), homme politique. Il a vécu la fin de sa vie dans cette commune. Il y est décédé.